# بنانا ريدج
بنانا ريدج (بالإنجليزية: Banana Ridge)‏ هي مسرحية مهزلية من تأليف بن ترافرز. افتتحت في مسرح ستراند في 27 أبريل 1938 واستمرت 291 عرضاً. تدور أحداث المسرحية حول موضوع مسألة الأبوة، وقلق كل من الشخصيتين الرئيسيتين أنه من الممكن ان أحدهما الأب.

## خلفية
في العشرينات والثلاثينات من القرن الماضي كتب ترافرز تسع مسرحيات هزلية مع ثلاثة مؤلفين آخرين وسميت هذه السلسلة بمسارح ألدويتش استمرت سلسلة المسرحيات بتتابع مستمر في مسارح ألدويتش بين عام 1923 و 1933 بعد ذلك حاول ترافرز مع مسرحية جادة حول موضوع ديني لكنها لم تنجح. ولكنه عمل بشكل أفضل على المسرحية التالية " يا عشيقة منجم (1936) وهي كوميديا روريتانية رومانسية. كانت بانانا ريدج عودته إلى النوع الذي احتفل به قام بالبطولة روبرتسون هير وهو أحد الأعضاء المحبوبين في فريق ألدويتش.
وألفريد درايتون، ممثل كوميدي ذو خبرة وشعبية لعب ترافرز والذي لا يمثل عادة دور وون«الخادم» عاش بضع سنوات في مالايا عندما كان شاباً وكتب لنفسه وأحياناً قد ارتجل سطور عامية لنفسه.

## فريق التمثيل الأصلي
- إليانور باوند - كاثلين أوريجان
- ميسون - باسل لين
- سوزان لونج - أولغا ليندو
- ديجبي باوند - ألفريد درايتون
- ويلوبي بينك - روبرتسون هير
- جونز - روبرت فليمينغ
- كورا باوند - كارلا ليمان
- باسل بينجلي - فرانك رويد
- جان بينك - كونستانس لورن
- ايت ون - بن ترافيرس
- ستابلز - أثول فليمنج

## الإحياء والتكيفات
أقيمت المسرحية في عام 1976، واقيمت في مسرح مسرح سافوي في 19/7، واستمرت حتى 13 أغسطس 1977. لعبت دور البطولة «روبرت مورلي» في دور ديجبي باوند، و«جورج كول» في دور ويلوبي بينك. نجح كول في شهر 1 سنة 1977 من خلال جوليان أوركارد.
اقتبس فيلم من المسرحية في عام 1942، وكان نفس عنوان المسرحية.
هير ودرايتون كرروا أدوارهم المسرحية.
وكان من إخراج«والتر سي ميكروفت» والذي شارك بكتابة النص مع ترافرز وليزلي ستورم.